# 蘭華
蘭華（らんか、9月28日 ）は、日本の女性シンガーソングライター、ラジオパーソナリティ。出雲観光大使。温泉ソムリエ。大分県中津市出身。

## 概要
楽曲は、二胡や和楽器、民族楽器を取り入れたオリエンタルなサウンドに、親子の絆を歌う家族愛や人間愛、人生を綴ったバラードを自ら作詞・作曲。海蔵亮太や三月のパンタシアへの楽曲提供も行っている。
趣味は温泉巡り、寄り道、俳句、アート鑑賞。
特技は書道（7段）。2019年10月より、エフエム出雲「大好き♡出雲 蘭華の歌縁」スタート。2020年4月からは、全国コミュニティFM89局ネット「大石吾朗 Premium G」アシスタント。

## 経歴
大分県中津市の洋品店の長女として育ち、高校3年生の時に地元のカラオケ大会で入賞し、それまで志望していたアナウンサーから一転して歌手の道を志した。卒業後上京し、音楽のレッスンを受け、作詞、作曲を独学で始める。
2009年、カバーアルバム『SWEETS! MACARON POP featuring Ranka』を発表。
2011年、カバーアルバム『昭和を詠う〜大切なものへ〜』を発表。
2014年4月、シングルCD「花時」をリリース。
2014年10月から、ラジオ番組『MOZAIKU NIGHT』（bayfm）内にてレギュラーコーナーの「スナック蘭華」を担当。架空のスナックのママという設定で気に入った楽曲の紹介のほか、人生相談にも応じている。
2015年7月、よしもとばなな原作の映画『海のふた』主題歌「はじまり色」と、恩師への感謝の想いを綴った「ねがいうた」収録の両A面シングルがavex traxから発売、オリコン週間CDシングルランキング「演歌・歌謡」チャートで初登場19位にランクインした。「はじまり色」は豊島圭介監督から浮遊感を出すように注文があり、脚本やロケ地の土肥温泉を訪問してイメージを膨らませて作った。また、「ねがいうた」のミュージックビデオは青山真治が監修のもと、曲のイメージに合う石垣島での撮影を決め、甫木本空が監督を務めた。「ねがいうた」は文化放送、bayfm、NOAS FMなど多くのラジオ局でパワープレーされ、有線放送キャンシステムの顧客からの楽曲についての問い合わせの数を集計した月間ランキングで、7月はJ-POP部門の10位、8月は歌謡・演歌部門で10位、9月は歌謡・演歌部門で9位と3ヶ月連続のベストテン入りを果たした。
2016年9月21日、アルバム『東京恋文』発売。柿崎譲志プロデュースのもと、蘭華が自ら作詞、作曲をした初の自作フルアルバム。本作では、二胡、三線、篠笛、篳篥などの中国や日本の民族楽器に加え、ケーナを使ったアレンジや琉球音階の曲、ムード歌謡調の曲なども加え、幅広い作品が収録され、『第58回輝く！日本レコード大賞企画賞』を受賞。シンセサイザーで松武秀樹も参加している。
2018年6月27日発売の海蔵亮太のデビューシングル「愛のカタチ」のカップリング曲「ウェディングソング」を作詞・作曲して楽曲提供。同年11月21日発売の三月のパンタシアの6thシングル「ピンクレモネード」の収録曲「サイレン」を作曲して楽曲提供。
2018年9月19日、ジャズやブルース、シャンソン、イタリア映画音楽等、洋楽のエッセンスを取り入れたセカンドアルバム「悲しみにつかれたら」を発売。
2020年10月7日には2019年12月にアフガニスタンで支援活動をしていて凶弾で亡くなった中村哲医師への鎮魂歌「愛を耕す人」を含むCDを徳間ジャパンより発売。
2022年2月2日、カザフスタンの独立と日本の外交樹立30周年曲である「カザフの夢」を作詞作曲したことについて、同国のサーブル・エシムベコフ大使から感謝状を贈呈される。

## ディスコグラフィー

### アルバム
- SWEETS! MACARON POP featuring Ranka（2009年11月17日発売。After Time NQCL-1012）
  1. One Love（編曲：綾部健三郎）- 嵐のカバー。
  2. おかえり（編曲：綾部健三郎） - 絢香のカバー。
  3. 愛し愛されて生きるのさ（編曲：綾部健三郎） - 小沢健二のカバー。
  4. 奏 (かなで)（編曲：綾部健三郎） - スキマスイッチのカバー。
  5. 魔法のコトバ（編曲：綾部健三郎） - スピッツのカバー。
  6. 遠く遠く（編曲：綾部健三郎） - 槇原敬之のカバー。
  7. 風になる（編曲：綾部健三郎） - つじあやののカバー。
  8. キセキ（編曲：綾部健三郎） - GReeeeNのカバー。
  9. あなた（作詞・蘭華、作曲：蘭華・佐藤洋平、編曲：綾部健三郎）
    - テレビ東京系『釣り・ロマンを求めて』エンディングテーマ。

  10. 幸せな朝（作詞：蘭華、作曲：蘭華・佐藤洋平、編曲：綾部健三郎）
- 昭和を詠う〜大切なものへ〜（2011年10月19日発売。ベルウッド・レコード BZCS-1083）
  1. 白い色は恋人の色（編曲：綾部健三郎） - ベッツィ&クリスのカバー。
    - 朝日放送系テレビ『朝だ!生です旅サラダ』エンディング曲

  2. なごり雪（編曲：綾部健三郎） - イルカのカバー。
  3. 異邦人（編曲：綾部健三郎） - 久保田早紀のカバー。
  4. 黄昏のビギン（編曲：綾部健三郎） - 水原弘のカバー。
  5. 蘇州夜曲（編曲：綾部健三郎） - 李香蘭のカバー。
  6. あの街を離れて（作詞・作曲：蘭華、編曲：綾部健三郎）
    - テレビ東京系『仰天クイズ! 珍ルールSHOW』エンディング曲

  7. 大切なものへ（作詞・作曲：蘭華、編曲：綾部健三郎）
- 東京恋文（2016年9月21日発売。ポニーキャニオンPCCA-04431）作詞・作曲：蘭華
  1. 揺れる月（編曲：安田信二）
  2. あなた恋し〜故郷の春〜（編曲：安田信二）
    - BSフジ『クイズ!脳ベルSHOW』エンディング曲

  3. 東京恋文（編曲：安田信二）
  4. 花籠に月を入れて（編曲：安田信二）
  5. 美しき人生（編曲：安田信二）
  6. ねがいうた(アルバムバージョン)（編曲：綾部健三郎）
  7. 愛が終わるまで（編曲：安田信二）
  8. 楽園（編曲：安田信二）
  9. 花時（編曲：安田信二）
  10. ともしび（編曲：蘭華）

- 悲しみにつかれたら（2018年9月19日発売。日本コロムビア COCP-40491）特記以外作詞・全作曲：蘭華
  1. メランコリック（編曲：佐藤準）
  2. 悲しみにつかれたら（編曲：押尾コータロー）
  3. みどり色の街（編曲：新森真理子）
  4. 子守唄～娘へ～（編曲：綾部健三郎）
  5. 愛の遺産（編曲：綾部健三郎）
  6. ルージュ（作詞：游子、編曲：菊池達也）
  7. 大地の祭り（作詞：島あづき、編曲：綾部健三郎）
  8. ものがたり（作詞：游子、編曲：綾部健三郎）
  9. 懺悔の裏窓（編曲：蘭華）
  10. 薔薇色のブルース（編曲：坂本洋）

- 遺書（2023年12月13日発売。徳間ジャパンコミュニケーションズ TKCA-75159）
  1. 僕は生きてる
  2. あの娘は今日も
  3. With you
  4. ヒーローになりたい
  5. 誹謗中傷をやめないあなたへ
  6. 米花町ブルース
  7. 扉を開けるなら今
  8. 愛しき我が故郷
  9. 愛を耕す人
  10. 遺書

### シングル
- 〜Roots（2002年7月17日発売。ロックレコード RCCX-1201）
  1. 〜Roots （作詞：蘭華、作曲：松原憲、編曲：家原正樹）
  2. Magicのような恋（作詞：今村宏美、作曲：EXPO、編曲：吉原一憲）
  3. 〜Roots（Instrumental）
  4. Magicのような恋（Instrumental）
- 夢の途中（2008年12月17日発売。POSCA TEN-0057）[12]
  1. 夢の途中（作詞・作曲：蘭華）
  2. 愛しい涙（作詞・作曲：蘭華）
  3. cloudy night（作詞・作曲：蘭華）
  4. helpness（作詞・作曲：蘭華）
    - ボーナス・デモ・トラック。
- 花時（2014年4月23日発売。TEN CARAT TCCD-0001）
  1. 花時（作詞・作曲：蘭華、編曲：西垣哲二）
  2. maama（作詞・作曲：蘭華、編曲：綾部健三郎）
  3. 揺れる月（作詞・作曲：蘭華、編曲：西垣哲二）
  4. 三日月の影（作詞・作曲：蘭華、編曲：西垣哲二）
    - 2014年5月11日放送、NHK-BSドラマ『ダンナ様はFBI〜愛のミッション〜』テーマ曲。
- ねがいうた／はじまり色 （2015年7月22日発売。avex trax AVCD-83309）
  1. ねがいうた（作詞・作曲：蘭華）
    - イトーヨーカドーのWebドラマ『I to You のある生活 ハッピーハロウィン編』（2015年10月1日公開。主演住田萌乃）エンディングソング。

  2. はじまり色（作詞・作曲：蘭華）
    - よしもとばなな原作の映画『海のふた』（2015年7月18日公開）主題歌。

  3. 心風景（作詞・作曲：蘭華）
  4. ねがいうた（インストゥルメンタル）
  5. はじまり色（インストゥルメンタル）

- ねがいうた／愛を耕す人（2020年10月7日発売。徳間ジャパンコミュニケーションズ TKCA-91307）
  1. ねがいうた（作詞・作曲：蘭華　編曲：綾部健三郎）
  2. 愛を耕す人（作詞・作曲：蘭華　編曲：綾部健三郎）
  3. あなたに愛されて（作詞・作曲：蘭華　編曲：綾部健三郎）
  4. ねがいうた（オリジナルカラオケ）
  5. 愛を耕す人（オリジナルカラオケ）
  6. あなたに愛されて（オリジナルカラオケ）
- 愛しい涙（2021年12月24日発売/ZEROSTA RECORDS）
- サマルカンドブルー（2022年9月28日発売/ZEROSTA RECORDS）

DVD
- 蘭華Birthday Special Live2019（2019年12月25日発売。ZEROSTA RECORDS ZSR-0001）

### 参加作品
- 村松崇継『Lovely Notes of Life』（2011年11月9日発売。EMIミュージック・ジャパンTOCT-90036）
  - M-8「希望という花を」（ボーカル、作詞：蘭華、作曲：村松崇継）
  - BS朝日『知られざる物語 京都1200年の旅』エンディングテーマ曲

## 出演

### テレビ
- 東京流行通訊14周年記念音楽会（上海電視台紀実頻道 2014年）
- ありがとッ!（テレビ神奈川 、2015年9月2日ほか）
- NHK歌謡コンサート（NHK総合テレビ、2016年3月8日）
- 新・BS日本のうた（NHK BSプレミアム、2016年1月17日、2017年6月25日）
- 徳光和夫の名曲にっぽん（BSジャパン 、2016年4月29日、2017年11月3日）
- 歌謡プレミアム（BS日テレ、2016年10月10日）
- DO YOU?サタデー（BSフジ、2016年10月15日）
- 魁!ミュージック（フジテレビ、2017年3月）
- 洋子の演歌一直線（テレビ東京、2017年）
- あなたが出会った昭和の名曲（BS11、2017年7月13日・7月27日）
- イイコト!11510〜ハートフルナビゲーション〜（テレビ神奈川、2017年11月 - 2018年1月） - 「蘭華のらんらん散歩」のコーナーレギュラー出演
- 月〜金お昼のソングショー ひるソン!（テレビ東京、2018年）
- 歌いーな！（テレビ東京、2018年7月16日）
- Tune（フジテレビ、2018年9月21日）
- ザ・ノンフィクション（フジテレビ、2018年10月14日、21日）
- あなたが出会った昭和の名曲（BS11、2019年2月28日）
- ザ・ノンフィクション特別編（BSフジ、2019年5月5日）
- Artist（BS日テレ、2019年7月22日）
- 令和歌謡塾（BS日テレ、2019年8月14日）
- クイズ!脳ベルSHOW 第878回・第879回（BSフジ、2020年2月19日・2月20日）

### ラジオ
- MOZAIKU NIGHT（bayfm、2014年10月 - 2017年12月） - 「スナック蘭華」のコーナーレギュラー出演
- Song of Japan（bayfm、2018年1月 - 2019年9月） - 「スナック蘭華」のコーナーレギュラー出演
- おかげさま商会（ミュージックバード・全国コミュニティFM、2017年1月 - 3月） - レギュラーアシスタント
- 大好き♡出雲 蘭華の歌縁（エフエムいずも、2019年10月 ‐ 2022年9月/ DARAZ FM、2020年1月 ‐ 2022年9月）
- 大石吾朗 Premium G（ミュージックバード・全国コミュニティFM、2020年4月 ‐ 2021年3月） - レギュラーアシスタント
- 大好き♡日本 蘭華の歌縁（ミュージックバード・全国コミュニティFM、2023年4月 ‐ 2023年12月）